# 2-й Транзитний провулок (Житомир)
2-й Транзитний провулок — провулок в Корольовському районі міста Житомир. 

## Розташування
Знаходиться на теренах Мар'янівки — Смоківки. Бере початок від глухого кута. Прямує на південний захід. Закінчується перехрестям з Малиновою вулицею. Має перехрестя з 1-ю та 2-ю Мар'янівськими лініями, вулицями Луговою та Якова Зайка.

## Історія
Система Транзитних провулків виникла за місцем розташування меліоративних каналів на колишньому полі, де на початку ХХ століття розташовувалося Смоківське болото. 
Провулок виник у 1955 році як 2-й Транзитний проїзд. У 1958 році закріплена чинна назва.
Наприкінці 1960-х років провулок та його садибна забудова сформовані.